# Карачаево-балкарская Википедия
Карачаево-балкарская Википедия (карач.-балк. Къарачай-Малкъар Википедия) — раздел Википедии на карачаево-балкарском языке. Создан 19 марта 2010 года, базируется на кириллице. Допустимо использовать нормы карачаевского и балкарского литературных языков, при этом в одной статье должнен быть использован только один вариант.
На 20 августа 2025 года в Карачаево-балкарской Википедии насчитывается 2591 статья. По этому показателю раздел находится на 253 месте среди всех разделов Википедии.
Входит в раздел Википедии на языках народов России.

## История
- 2007 март — Появление тестового проекта на карачаево-балкарском языке в Инкубаторе Викимедиа (специальный проект, где тестируется возможность создания новых языковых разделов)
- 2009 сентябрь — после примерно трёхлетнего застоя тестовый проект переживал «бурное»[2] (по меркам Инкубатора и малых разделов) развитие, при том, что активных редакторов было всего двое. 
  - К середине ноября проект был предварительно одобрен Языковым Комитетом Фонда Викимедиа[3][4].
  - К концу 2009 года на проекте уже насчитывалось несколько сотен статей, была «современно» оформлена «Заглавная страница» (Баш бет), появились форум, руководство для быстрого старта, проекты раздела: «Избранная статья» (Сайланнган статья), «Хорошая статья» (Иги статья), «Знаете ли вы» (Сиз билемисиз?), «Изображение дня» (Бюгюннгю сурат) и «События дня» (Бюгюн…). Одновременно осуществлялся перевод интерфейса, и к концу 2009 года были переведены все 2500 сообщений движка MediaWiki[5].
- 2010 март, 19 — заработал сайт krc.wikipedia.org
  - Проект был хорошо принят в Кабардино-Балкарии[6][1], но с 2010 практически не развивается.
- 2013 апрель, 4 — Ансар Рамазанович Тамбиев — главный организатор проекта стал лауреатом медали Ислама Крымшамхалова за 2012 год по номинации «общественная деятельность» за «успешное завершение в 2012 году трёхлетней работы по созданию карачаево-балкарской Википедии»[7][8]